# Lorraine Hansberry
Lorraine Vivian Hansberry (19. května 1930 Chicago – 12. ledna 1965 New York) byla americká dramatička a spisovatelka. Byla první Afroameričankou, jejíž hra debutovala v divadle Broadway. Její nejznámější hra Jako hrozen v parném slunci (A Raisin in the Sun, 1959) pojednává o životě Afroameričanů v rasově segregovaném Chicagu. Název hry je odvozen z verše v básni Langstona Hughese Montage of a Dream Deferred (Harlem) z roku 1951. Ve dvacetidevíti letech vyhrála cenu New York Drama Critics' Circle Award, jako první Afroameričanka, pátá žena a nejmladší autorka v historii. Její rodina pocítila rasovou segregaci, kdy se například soudili proti diskriminujícím podmínkám v nájemních smlouvách. Případ byl v roce 1940 projednáván také před Nejvyšším soudem a vstoupil v známost jako Hansberry v. Lee.
V roce 1951 se přestěhovala do Harlemu, kde nejdříve psala pro panafrikanistický deník Freedom. Zabývala se v něm hlavně právem afrických národů na svobodu a samostatnost. V textetech se dotýkala také útlaku homosexuálů. Ve 34 letech zemřela na rakovinu slinivky břišní. Nina Simone o ní složila píseň „To Be Young, Gifted and Black“.

## Život
Narodila se v roce 1930 v Chicagu jako nejmladší ze čtyř dětí Carla Augusta Hansberryho, úspěšného realitního makléře, a Nannie Louisy (rozené Perry), učitelky. V roce 1938 její otec koupil nemovitost v chicagské čtvrti Washington Park Subdivision v South Side, což vzbudilo velkou nevoli bílých obyvatel čtvrtě. Snaha rodinu vystěhovat skončila až u Nejvyššího soudu USA, kde byl v roce 1940 veden případ Hansberry v. Lee. Ve výsledku byla diskriminace při nákupu nemovitosti soudem označena za spornou, nikoliv však zcela vadnou. Carl Hansberry byl podporovatelem organizací National Urban League a National Association for the Advancement of Colored People. Carl i Nannie Louisa byli aktivními členy chicagské organizace Republikánské strany. Carl Hansberry zemřel v roce 1946, když bylo Lorraine 15 let.
Rodina byla v chicagském kruhu intelektuálů a aktivistů. Pravidelně je navštěvovali sociolog W.E.B. Du Bois, básník Langston Hughes, herec a aktivista Paul Robeson, hudebník Duke Ellington nebo sportovec Jesse Owens. Carlův bratr William Leo Hansberry založil na washingtonské Howard University katedru afrických civilizací. Od malička tak vyrůstala ve značně podnětném aktivistickém, intelektuálním a uměleckém prostředí.
V roce 1948 nastoupila na University of Wisconsin–Madison, kde se okamžitě zapojila do místní buňky komunistické strany. V témže roce pracovala na kampani neúspěšného kandidáta na prezidenta USA Henryho A. Wallace. Rok 1949 strávila studiem malby na mexické Universidad de Guadalajara.
V roce 1950 se rozhodla přestěhovat do New Yorku, aby se zde věnovala svému psaní. Dostala se na školu The New School a v roce 1951 se definitivně přestěhovala do Harlemu, kde se věnovala i aktivismu, zejména boji proti vystěhovávání sociálně slabých.
V Harlemu začala psát pro noviny Freedom Newspaper, které vydával Paul Robeson. Během práce pro noviny často spolupracovala s W. E. B. Du Boisem. Vedle represí proti Afroameričanům se věnovala také kritice kolonialismu a imperialismu a například psala podporující články o povstání Mau Mau. V roce 1952 se účastnila mírové konference v Montevideu v Uruguayi.
V roce 1953 se provdala za Roberta Nemiroffa, židovského vydavatele, textaře a aktivistu. Den před svatbou společně protestovali proti popravě Julia a Ethel Rosenbergových. Společně se přestěhovali do Greenwich Village. Pár se rozešel v roce 1957 a rozvedli se v roce 1962. Lorraine Hansberry byla lesba a nejpozději od roku 1957 se věnovala aktivismu za práva homosexuálů.
V roce 1957 dokončila svou hru Jako hrozen v parném slunci (A Raisin in the Sun), která debutovala v roce 1959 na Broadwayi. Ve 29 letech za ní dostala cenu New York Drama Critics Circle Award. Hra byla v roce 1961 zfilmována s režií Daniela Petrieho podle jejího scénáře; v hlavních rolích se představili Sidney Poitier a Ruby Dee. V roce 1964 měla premiéru její druhá hra The Sign in Sidney Brustein's Window.
V roce 1962 se stala kmotrou Lisy Simone, dcery zpěvačky Niny Simone. Roku 1963 se účastnila jednání s ministrem zahraničních věcí Robertem F. Kennedym, který organizoval James Baldwin.
Zemřela ve 34 letech na rakovinu slinivky břišní, kterou ji diagnostikovali v roce 1963 a kvůli které podstoupila dvě operace. Ty však byly neúspěšné.

## Odkaz
- V roce 1974 měl na Broadwayi premiéru muzikál Raisin odvozený od hry A Raisin in the Sun.
- V roce 2004 se A Raisin in the Sun znovu začala hrát na Broadwayi, a to v produkci, ve které hráli Sean Combs, Phylicia Rashad a Audra McDonald, režíroval Kenny Leon. Hra obdržela dvě ceny Tony a v roce 2008 byl ve stejné sestavě natočen TV film.
- V roce 2014 byla hra A Raisin in the Sun podruhé znovuuvedena na Broadwayi. Opět režíroval Kenny Leon, v hlavních rolích se představili Denzel Washington a Sophie Okonedo. Hra obdržela tři ceny Tony.

- Lorraine Hansberry byla in memoriam uvedena do Chicago Gay and Lesbian Hall of Fame (1999), Chicago Literary Hall of Fame (2010), Legacy Walk (2013), American Theatre Hall of Fame (2013 a National Women's Hall of Fame (2018).